# AICE
AICE es una organización internacional es una organización internacional de 120 empresas editoriales que representan a más de 600 editores en los Estados Unidos y Toronto. Capítulos de AICE hsa en Chicago, Texas, Detroit, Los Ángeles, Minneapolis, Nueva York, San Francisco y Toronto. En 2018, AICE se fusionó con la Asociación de Productores Comerciales Independientes. En el momento de su fusión con la AICP, los editores que pertenecían a la AICE eran responsables, según su sitio web, de editar más del 85% de todos los comerciales de televisión de la cadena mostrados en Estados Unidos y Canadá.